# Drôme Classic 2021
La Drôme Classic 2021, nona edizione della corsa, valevole come quarta prova dell'UCI ProSeries 2021 categoria 1.Pro, si svolse il 28 febbraio 2021 su un percorso di 179,2 km, con partenza e arrivo a Eurre, in Francia. La vittoria fu appannaggio dell'italiano Andrea Bagioli, che completò il percorso in 4h23'18", alla media di 40,836 km/h, precedendo il sudafricano Daryl Impey ed il danese Mikkel Honoré.
Sul traguardo di Eurre 140 ciclisti, su 144 partiti dalla medesima località, portarono a termine la competizione.

## Squadre e corridori partecipanti
| N.      | Cod. | Squadra                  |
| ------- | ---- | ------------------------ |
| 1-7     | QTA  | Team Qhubeka Assos       |
| 11-17   | ACT  | AG2R Citroën Team        |
| 21-27   | GFC  | Groupama-FDJ             |
| 31-37   | COF  | Cofidis                  |
| 41-47   | IWG  | Intermarché-Wanty-Gobert |
| 51-57   | EFN  | EF Education-Nippo       |
| 61-67   | TFS  | Trek-Segafredo           |
| 71-77   | ISN  | Israel Start-Up Nation   |
| 81-87   | DQT  | Deceuninck-Quick Step    |
| 91-97   | AST  | Astana-Premier Tech      |
| 101-107 | UAD  | UAE Team Emirates        |

| N.      | Cod. | Squadra                         |
| ------- | ---- | ------------------------------- |
| 111-117 | TDE  | Total Direct Énergie            |
| 121-127 | BBK  | B&B Hotels p/b KTM              |
| 131-137 | DKO  | Delko                           |
| 141-147 | ARK  | Team Arkéa-Samsic               |
| 151-157 | BWB  | Bingoal WB                      |
| 161-167 | CJR  | Caja Rural-Seguros RGA          |
| 171-177 | AFC  | Alpecin-Fenix                   |
| 181-187 | XRL  | Xelliss-Roubaix Lille Métropole |
| 191-197 | SRA  | Swiss Racing Academy            |
| 201-207 | AUB  | St Michel-Auber 93              |

## Ordine d'arrivo (Top 10)
| Pos. | Corridore      | Squadra      | Tempo    |
| ---- | -------------- | ------------ | -------- |
| 1    | Andrea Bagioli | Deceuninck   | 4h23'18" |
| 2    | Daryl Impey    | Israel       | a 11"    |
| 3    | Mikkel Honoré  | Deceuninck   | s.t.     |
| 4    | Julien Simon   | Total Direct | s.t.     |
| 5    | Simon Clarke   | Qhubeka      | s.t.     |
| 6    | Dorian Godon   | AG2R         | s.t.     |
| 7    | Biniam Girmay  | Delko        | s.t.     |
| 8    | Cyril Gautier  | B&B Hotels   | s.t.     |
| 9    | Warren Barguil | Arkéa        | s.t.     |
| 10   | Petr Vakoč     | Alpecin      | s.t.     |